# Heinrich Unverricht
Heinrich Unverricht (Breslavia, 18 settembre 1853 – Magdeburgo, 22 aprile 1912) è stato un medico tedesco.

## Biografia
Nel 1877 ha conseguito il dottorato presso l'Università di Breslavia, dove è stato allievo di Michael Anton Biermer (1827-1892). Più tardi è stato professore a Jena (1886) e Dorpat (1888), dove si è dimesso nel 1892 per motivi politici, e divenne direttore dell'ospedale della città a Magdeburgo-Sudenburg.
Heinrich Unverricht è ricordato per la sua ricerca di epilessia, in particolare il suo lavoro con epilessia mioclonica progressiva (PME). Nel 1891 ha descritto una forma di PME che fu conosciuta con il nome omonimo "malattia Unverricht-Lundborg".
Altrettanto degno di nota, tuttavia, a seguito Wagner (1863) e Virchow (1866) per delle descrizioni cliniche, nel 1891 ha sviluppato una malattia del muscolo casauta da polimiosite, e caratterizzata da un'infiammazione cronica dei muscoli che causa debolezza muscolare e eruzione cutanea. La malattia prende il suo nome "sindrome Wagner-Unverricht"".
Unverricht pubblicato oltre cinquanta opere mediche, tra cui Studien über die Lungenentzündung, il suo premiato dottorato di tesi sulla polmonite.